# Lema balteata
Lema balteata är en skalbaggsart som beskrevs av J. L. Leconte 1884. Lema balteata ingår i släktet Lema och familjen bladbaggar. Inga underarter finns listade i Catalogue of Life.